# 安富町
安富町（やすとみちょう）は、かつて兵庫県の中西部、宍粟郡の南東部に存在した町。宍粟市への通勤率は19.5%・姫路市への通勤率は17.0%（いずれも平成17年国勢調査より）。
2006年3月27日、姫路市に編入され、同時に宍粟郡も消滅した。

## 概要
兵庫県中西部かつ宍粟郡の東側に位置し、人口が約6000人の町である。また、京阪神・姫路市のベッドタウンであるが、自然が残されている田園地帯である。中国自動車道が東西・国道29号が南北を縦断しており、「花とホタルのまち」を合言葉にしている。

## 地理
- 河川: 林田川
林田川河川区域はゲンジボタルの保護地区に指定（皆河重光橋から姫路市の境界線まで）

### 隣接していた自治体（廃止当時）
姫路市、たつの市、宍粟市、夢前町

## 歴史
江戸時代には当初、池田家姫路藩の領地であった。のち山崎藩が立藩するとその領地となり、その後天領を経て、最終的には安志藩1万石の城下町として小笠原家7代150年の治世の後維新を迎えた。

### 沿革
- 1956年（昭和31年）7月1日 - 安師村・富栖村が合併して発足。
- 1962年（昭和37年）1月24日 - 「安」を図案化した町章を制定[1][5]。
- 1972年（昭和47年）4月23日 - 町木・町花を制定[1][5]。
- 1996年（平成8年）5月26日 - マスコットキャラクターを制定[1][5]。
- 2006年（平成18年）3月27日 - 姫路市に編入。同日安富町廃止。

## 地域

### 人口
- 姫路市に隣接しており、そのベッドタウンとして人口が増加していた[3]。

| 年                        | 調査名         | 人口    |
| ------------------------- | -------------- | ------- |
| 1960年（昭和30年）10月1日 | 第9回国勢調査  | 4,953人 |
| 1965年（昭和40年）10月1日 | 第10回国勢調査 | 4,658人 |
| 1970年（昭和45年）10月1日 | 第11回国勢調査 | 4,506人 |
| 1975年（昭和50年）10月1日 | 第12回国勢調査 | 4,665人 |
| 1980年（昭和55年）10月1日 | 第13回国勢調査 | 4,934人 |
| 1985年（昭和60年）10月1日 | 第14回国勢調査 | 4,934人 |
| 1990年（平成2年）10月1日  | 第15回国勢調査 | 5,300人 |
| 1995年（平成7年）10月1日  | 第16回国勢調査 | 5,567人 |
| 2000年（平成12年）10月1日 | 第17回国勢調査 | 5,845人 |
| 2005年（平成17年）10月1日 | 第18回国勢調査 | 5,650人 |

### 大字名
- 姫路市に編入後は「姫路市安富町○○」に変更される。

### 図書館
- 安富町立図書館

### 郵便局
- 安富郵便局
- 狭戸郵便局

## 行政
- 町長：橋本健造

### 町章
- 1962年1月24日に「安」の字を図案化した町章を制定し、飛躍も表している[1][5]。

## 経済

### 商業
- ローソン
- セブンイレブン
- Aコープ

### 工業
- タキロン安富工場

## 教育
- 安富町立安富北小学校
- 安富町立安富南小学校
- 安富町立安富中学校

現在は各校とも姫路市立。

## 交通

### 鉄道路線
町内を鉄道路線は通っていない。鉄道を利用する際の最寄り駅は、JR西日本姫新線播磨新宮駅。

### バス
- 神姫バス

### 道路
高速道路
中国自動車道 夢前スマートインターチェンジ
一般国道
国道29号
都道府県道
兵庫県道23号三木山崎線…現：兵庫県道23号三木宍粟線
兵庫県道80号山崎香寺線
兵庫県道430号東河内安富線

## 合併について
- 安富町は、宍粟郡任意合併協議会と姫路地域任意合併協議会の双方に参加していたが、2003年7月、「宍粟郡法定合併協議会」（2003年7月31日発足）への参加は見合わせた。
- 「姫路地域法定合併協議会」（2004年4月5日設置）に参加、姫路市、香寺町、安富町の1市2町合併に向けて協議を開始した。

## 特産物
- 柚子 - ジャムや大福などに加工されている[6]。

## 名所・旧跡・観光スポット・祭事・催事
- 名勝「鹿ヶ壺」
  - レクリエーションゾーン “グリーンステーション鹿ヶ壺”
  - 鹿ヶ壺
  - ハイキングコース
  - 水尾神社の磐座
- 千年家公園
- 林田川の蛍
- あじさいまつり （6月最終土・日曜日）
- 安志加茂神社 秋の奉納祭、大干支引き・大干支飾り
- ロードレース大会 （12月第2日曜日）